# Calders (ort)
Calders är en ort i Spanien.   Den ligger i provinsen Província de Barcelona och regionen Katalonien, i den östra delen av landet, 500 km öster om huvudstaden Madrid. Calders ligger 538 meter över havet och antalet invånare är 820.
Terrängen runt Calders är huvudsakligen kuperad, men västerut är den platt. Terrängen runt Calders sluttar västerut.Runt Calders är det glesbefolkat, med 10 invånare per kvadratkilometer. Närmaste större samhälle är Manresa, 15,1 km sydväst om Calders. 